# Mission Cobra
Mission Cobra é um jogo de videogame lançado pela Sachen e HES Interactive em 1989 na Austrália e Ásia e 1990 nos Estados Unidos. Ns Austrália e Asia, o jogo foi lançado com o nome Sidewinder.